# Docència 2.0
En la Docència 2.0 es fa ús de les eines que ofereix el web 2.0 a l'aula com a forma d'aprenentatge per als alumnes. Es cuidarà de fer un bon ús de la tecnologia a l'aula.

## Fonaments de la web 2.0
Una de les característiques pròpies de la web és la facilitat de compartir informació. Aquesta característica s'ha reforçat amb l'aparició d'eines de gestió de continguts (*CMS, *Content *Management *System) com a blogs i wikis el correcte ús dels quals pot incrementar l'eficàcia de l'activitat d'ensenyament-aprenentatge, aportant una senzillesa d'ús. La web 2.0 possibilita diferents tipus de comunicació: compartir fotos, articles, treballs, vídeos o enllaços, mantenir debats, comentar els treballs d'uns altres i fins i tot avaluar-los. El problema, davant tantes possibilitats, és saber escollir la més adequada per a la fi desitjada i el grup d'edat al que es dirigeix el docent, però atès que l'entorn d'Internet no difereix tant de l'entorn natural, no hauria de ser cap problema trobar l'activitat adequada.
La web 2.0 facilita la utilització d'Internet com una extensió de l'aula convertint-la en una eina més per a l'aprenentatge i multiplicant les possibilitats del professor, que pot donar més dinamisme a la seva tasca docent. Blogs i wikis no són més que un exemple, però les aplicacions web que poden usar-se són cada vegada més nombroses. La comunitat docent ha d'estar oberta a aquests nous sistemes d'aprenentatge i ha de ser capaç d'informar i formar al professorat dels usos docents d'Internet. La utilització de les eines que proporciona la web 2.0 no ha de ser una complicació per al docent, sinó que ha d'ajudar-li en el seu treball. La Xarxa està cada vegada més present en la nostra societat i la comunitat docent no ha de quedar-se al marge, ha de conèixer i saber aprofitar els recursos disponibles en Internet.

## Docència compartida i col·laborativa

### El blog, informació unidireccional
El blog és un cas particular de CMS on un autor, o un grup reduït d'ells, escriu un contingut sobre el qual els lectors poden opinar. En el cas de l'ensenyament, és una solució per a la publicació d'informació accessible tant a professors com a estudiants, amb el que es disposa de la possibilitat d'estendre l'aula més enllà dels seus límits físics i temporals. Com comenta Stephen Downes (2004), cal distingir entre l'ús del blog com a tal i la seva utilització com a gestor de continguts simple. Per aclarir aquesta distinció Farrell (2003) enumera cinc formes possibles d'usar el blog a l'aula: 
- El blog reemplaça la pàgina web estàndard de la classe (o actua com a pàgina web de suport, si aquesta no existia).
- L'instructor utilitza el blog per publicar enllaços a continguts a la Xarxa.
- El blog s'utilitza per organitzar el debat de classe.
- L'instructor utilitza el blog per organitzar seminaris i donar resums de lectures.
- Es demana als estudiants que escriguin els seus propis blogs.
Amb el blog liderat pel professor s'aconsegueixen, doncs, els següents objectius: 
- Estimular als estudiants a llegir més sobre els temes tractats a l'aula.
- Estimular als estudiants a buscar informació de manera autònoma, usant fonts diverses.
- Estimular l'esperit crític i la reflexió entre els estudiants.
- Elevar el nivell de la conversa a l'aula.
- Facilitar la participació de tots els estudiants.
Quan és l'estudiant el que usa el blog, els objectius són, a més:
- Millorar la pràctica de l'expressió escrita.
- Compartir treballs i pràctiques entre els estudiants.
També és un bon exercici que un grup d'estudiants vagi escrivint en el blog sota l'atenta mirada de la resta de l'aula i el mateix docent o, fins i tot, es pot proposar un blog comunitari on els alumnes vagin escrivint per torns. El docent haurà d'escollir la manera de plantejar l'activitat segons els objectius que desitgi complir, sent aquest punt clau en el procés d'aprenentatge que es pretengui realitza.

### El wiki, treball col·laboratiu
El wiki és un gestor de continguts que permet una edició senzilla de les pàgines i que manté un històric de les modificacions realitzades i les persones que les van realitzar. El wiki a l'aula pot ser útil com a repositori d'informació del docent que permeti, si es desitja, que els estudiants aportin també el seu coneixement i la seva experiència, però és en el treball en grup on més partit es treu al wiki. Creant un apartat per a cada grup, tots els seus components podran modificar el contingut millorant el treball realitzat. Els resultats
que es vagin obtenint de l'agregació d'aportacions s'emmagatzemen i poden ser consultats i millorats pels membres de la comunitat d'aprenentatge. El wiki permet també al docent fer un seguiment del treball que, en quedar reflectides les diferents modificacions amb els seus corresponents autors, funciona tant per a grups com per a individus. Com en el cas del blog, amb el wiki es poden complir diferents objectius, que dependran de la manera com s'usi: 
- Estimular als estudiants a llegir més sobre els temes tractats a l'aula.
- Potenciar la col·laboració en el treball en grup.
- Estimular als estudiants a compartir informació.